# Duke Lemur Center
A Universidade Duke passou a ser chamada de Lemur Center depois que fundiram o Center for Prosimian Biology com a universidade. Após isso a universidade passou a ser chamada de Duke University Lemur Center.
A missão da Universidade Duke Lemur Center é a promoção da investigação e compreensão da prossímios e seu habitat natural como um meio de fazer avançar as fronteiras do conhecimento, contribuir para o desenvolvimento educacional dos futuros líderes em estudos internacionais e conservação, e para melhorar o ser humano, estimulando o crescimento intelectual e sustentar a biodiversidade global.